# Quem Sabe, Sabe
Quem Sabe, Sabe foi o segundo concurso de televisão português de perguntas de cultura geral e de conhecimento, estreado na RTP em 1958, com apresentação de Artur Agostinho e Gina Esteves.
Apesar de se tratar do segundo concurso da televisão portuguesa, é considerado o primeiro grande concurso da RTP devido grande popularidade que teve na altura, o que fez com que Artur Agostinho se tornasse numa das figuras mais acarinhadas pelos portugueses.
O concurso teve uma segunda edição em 1961.